# O que é um autor?
"O que é um autor?" (em francês:  Qu'est-ce qu'un auteur?, em inglês: "What Is an Author?") é uma palestra proferida pelo filósofo, sociólogo e historiador francês Michel Foucault . A palestra foi proferida em  22 de fevereiro de 1969, na Sociedade Francesa de Filosofia (Société Française de Philosophie).
O Autor é um certo princípio funcional pelo qual, em nossa cultura, limitamos, excluímos e escolhemos: ... O autor é, portanto, a figura ideológica pela qual se marca a maneira pela qual tememos a proliferação do significado.
Para muitos, a palestra de Foucault responde ao ensaio de Roland Barthes " A Morte do Autor ".